# Turan FK
El FC Daşoguz es un equipo de fútbol de Turkmenistán que milita en la Birinji liga, la segunda liga de fútbol más importante del país.

## Historia
Fue fundado en la ciudad de Daşoguz con el nombre Turan Dasoguz, pero en mayo del 2010 lo cambiaron por su nombre actual por orden de la Federación de Fútbol de Turkmenistán. Nunca han sido campeones de la máxima categoría, y su título más importante ha sido el de copa en el año 1995 luego de vencer en la final al Köpetdag Aşgabat 4-3 el 17 de diciembre.
A nivel internacional han participado en 2 torneos continentales, en los cuales nunca han superado la primera ronda.

## Palmarés
- Copa de Turkmenistán: 1

1995

## Participación en competiciones de la AFC
| Temporada | Torneo           | Ronda      | Club                 | Casa | Visita | Global |
| --------- | ---------------- | ---------- | -------------------- | ---- | ------ | ------ |
| 1995/96   | Recopa de la AFC | Preliminar | FK Yangier           | 1-1  | 0-3    | 1-4    |
| 1996/97   | Recopa de la AFC | 1          | FC Ordabasy Shymkent | 0-0  | 1-5    | 1-5    |